# شینیا تسوکاموتو
شینیا تسوکاموتو (انگلیسی: Shinya Tsukamoto؛ زادهٔ ۱ ژانویهٔ ۱۹۶۰) کارگردان، تهیه‌کننده، فیلم‌نامه‌نویس و هنرپیشه اهل ژاپن است. وی از سال ۱۹۸۹ میلادی تاکنون مشغول فعالیت بوده‌است.